# Compra social
La compra social(en inglés conocida como social shopping o shopping 2.0 ), es una combinación de 
redes sociales y  compras por Internet. Estas webs tratan de tomar los aspectos clave de las redes sociales (grupos, amigos, votaciones, debates, etc.) para encaminarlos a las compras.

## Objetivo
La compra social es usada por marcas y empresas para darse a conocer y hacer publicidad segmentada a grupos sociales con perfiles determinados. De esta forma aumenta la efectividad del boca a boca y las ventas, mejoran las relaciones con los clientes, es mucho más sencillo medir los resultados y segmentar al público.
En estas webs las comunidades de usuarios son las que promueven las compras. Por ejemplo, cuando un amigo hace una compra, esta se notifica a todos sus contactos. Al venir de una fuente fiable, la notificación se convierte en una recomendación y quizá impulsa a los demás usuarios a hacer una compra similar.

## Características
El uso de Internet para comprar en línea ha crecido en estos últimos años.
Antes sólo bastaba con colgar imágenes y vídeos de los productos con sus descripciones. Sin embargo, carece de comentarios u opiniones en tiempo real con amigos, familiares u otros consumidores.
Actualmente, las webs han evolucionado a un modelo donde los consumidores son los que participan activamente e influyen en la compra de un producto.
En las páginas "web" de compra social los usuarios recomiendan, puntúan, consultan dudas, leen y escriben opiniones, conocen gente con sus mismos gustos y compran productos en redes sociales. Además, también permiten conversaciones en línea. 
Todos estos factores hacen que se reflejen los gustos personales de los usuarios y de grupos de usuarios con aficiones similares. De esta forma, los visitantes descubren nuevos productos, que no hubieran encontrado por sí solos, a través de otros usuarios con sus mismas aficiones.

## Modelo de negocio
Hay varias formas de utilizar las características de la compra social.

### Creando redes sociales propias
El modelo de negocio de las empresas no es el mismo. Asimismo muchas pueden combinar varias formas de interactuación con los clientes. 
Algunos modelos son:
1. Creación de listas de productos según su temática: los usuarios recomiendan, opinan o puntúan los productos. Los productos con más recomendaciones, opiniones o votos se posicionan en la parte superior de la lista mientras que los que no son tan populares descienden por la lista.
2. Creación de listas por parte de los usuarios con los productos que piensan adquirir o que les gustaría poseer algún día.
3. Modelo de compra colectiva: se basa en el atractivo de la oferta. Los consumidores recomiendan la oferta a sus amigos a través de redes sociales, con el objetivo de alcanzar un gran volumen de consumidores y, por lo tanto, más descuentos. Las ofertas solamente se llevan a cabo cuando se alcanza el volumen mínimo de clientes.
4. Valoraciones de las tiendas físicas.
5. Los usuarios agregan a otros usuarios con aficiones y gustos similares como amigos para recomendarse y apoyarse en las compras que van a hacer.
6. Los usuarios se convierten en personas que marcan tendencias. Es decir, cada usuario es valorado por lo demás para crear una reputación o credibilidad determinada.

### Basándose en redes sociales ya establecidas
Algunas tiendas en línea utilizan las redes sociales ya establecidas mediante la implementación de aplicaciones como Facebook Connect, que permite a los usuarios de esa red pedir opiniones de sus amigos sobre las compras que quieren hacer. O a través de la API de Twitter, que permite a sus usuarios compartir contenidos a través de tuits. Google, por su parte, anunció en enero de 2011 su intención de lanzar su servicio de cupones propio, al cual llamará Google Offers Algo parecido podría hacer Facebook, con un servicio llamado "Buy with me" (compra conmigo) el cual todavía no tiene fecha de lanzamiento.

## Compra social en el mundo de habla hispana
Tanto en España como en Hispanoamérica ha habido una gran proliferación de sitios de compras grupales desde 2010 en adelante. Siendo Groupon, LetsBonus y Pez Urbano (Groupalia), los sitios de cupones diarios líderes de habla hispana y Descuentocity el agrupador N.º 1 de habla Hispana.  

### En Argentina
Argentina cuenta con más de 20 sitios de compra social. La gran mayoría funciona solamente en Buenos Aires, la capital del país, y en grandes ciudades como Córdoba y Rosario. Algunos de los sitios más importantes son Pez Urbano, Cupónica, Groupon, Timbai, Grupazo, LugarON, Subite al Tren, y la española LetsBonus. También existen agregadores como Descuentocity o Dscuento, que reúnen en un solo portal las ofertas de los anteriores. En septiembre de 2011 se inauguró para Argentina y Latinoamérica la Red Social Comercial creada en Barcelona iMythos, una Red Social Comercial desde la que cualquier profesional o pequeño empresario puede vender sus productos y servicios directamente. En 2012, Telefónica invierte en Shopear, la primera plataforma de Social Shopping que integra el grafo social de los usuarios en un contexto de compras en línea.

### En España
España, fundamentalmente la ciudad de Barcelona, ha vivido una gran expansión de los sitios de compra social. De hecho, aquella ciudad, es sede de más de cuatro sitios que se han expandido a Hispanoamérica y a otros países europeos tales como Italia. Tal es el caso de Groupalia, LetsBonus, la cual fue adquirida recientemente por Living Social, el segundo sitio en importancia en los Estados Unidos, Offerum y Cuenta-atrás.
Además, tras la aparición de varios portales de compra colectiva y la diversificación que éstos han sufrido, han aparecido nuevas figuras dentro del mundo de las compras sociales: los agregadores de ofertas. En ellos se agrupan las ofertas ofrecidas por los diferentes portales y se clasifican por ciudad, categoría y tiempo que le queda a la oferta para dejar de estar vigente. Portales como Dscuento.com, Whimed o Yunait ahorran tiempo a los usuarios de Internet al presentarles en un sitio todas las ofertas de compra social disponibles dentro del territorio nacional.
La última tendencia aparece desde Barcelona con iMythos. Que es una Red Social Comercial en la que todos los usuarios ganan comisiones por sus recomendaciones, opiniones y comentarios sobre las ofertas de otros usuarios de la plataforma. Tiene una estructura basada en el modelo de Marketing multinivel que ayuda a que todos en la comunidad colaboran más eficazmente.

### En Venezuela
En Venezuela, existen varios sitios de compra social, la mayoría siguen el modelo originado por Groupon en EE. UU., entre estos sitios destacan TuDescuentón.com y Aprovecha.com. Adicionalmente, desde finales del 2010 funciona Kentriki, que se autodefine como "La Primera Red Social de Comercio Electrónico de América Latina", y cuyo modelo parece ser mucho más completo y ambicioso, pues incluye tiendas en línea, capitalización de inteligencia colectiva e integración con redes sociales ya establecidas.

### En México
En México, existen varios sitios de compra social, cómo los ya mencionados Groupon, Letsbonus y ClickOn. Además, existen varios sitios nacionales cómo Cuponzote.com, cuya innovación para el mercado iberoamericano incluye el pago y redención en el mismo comercio, haciendo la participación más fácil. En comparación a otros países iberoamericanos como Argentina, Brasil o Chile, el modelo ha tenido relativamente menor aceptación en México, aunque sigue creciendo a pasos agigantados.

### En Chile
Varios portales de compra colectiva también ha decidido entrar en el marcado de Chile como los ya mencionados LetsBonus Chile y Groupalia.

### En Colombia
En Colombia también tienen presencia LetsBonus, Groupon, Que Buena Compra y Groupalia entre otros.

### En Uruguay
El sitio líder de cupones diarios en Uruguay es woOw. Con más de 80% de mercado en el rubro de compras colectivas.
Además, se encuentran presentes varios sitios en el mercado como por ejemplo LetsBonus, Groupon, entre otros.

## Compra social en el futuro
Debido a las innovaciones tecnológicas la compra social también podrá existir en las tiendas físicas. Por ejemplo, a través de los probadores inteligentes, los cuales escanean las medidas de la persona y ofrecen en una pantalla el aspecto que tendría la persona vistiendo esa prenda, además de ver una lista de imágenes de celebridades que lleven esa misma prenda. Detrás de este sistema se utiliza RFID. Una cámara web también proyecta la imagen a las redes sociales del usuario para que sus contactos puedan opinar en tiempo real. 
El éxito del modelo de negocio social aún está por demostrar. Mientras, ya se preparan nuevas aplicaciones de realidad aumentada para aplicarlas a las compras. Este es el caso de Zugara que ha desarrollado una aplicación que permite a los clientes probarse ropa u otros complementos en una tienda virtual y conectar con Facebook para subir imágenes vistiendo las prendas y comentarlas con sus amigos.